# Šifon

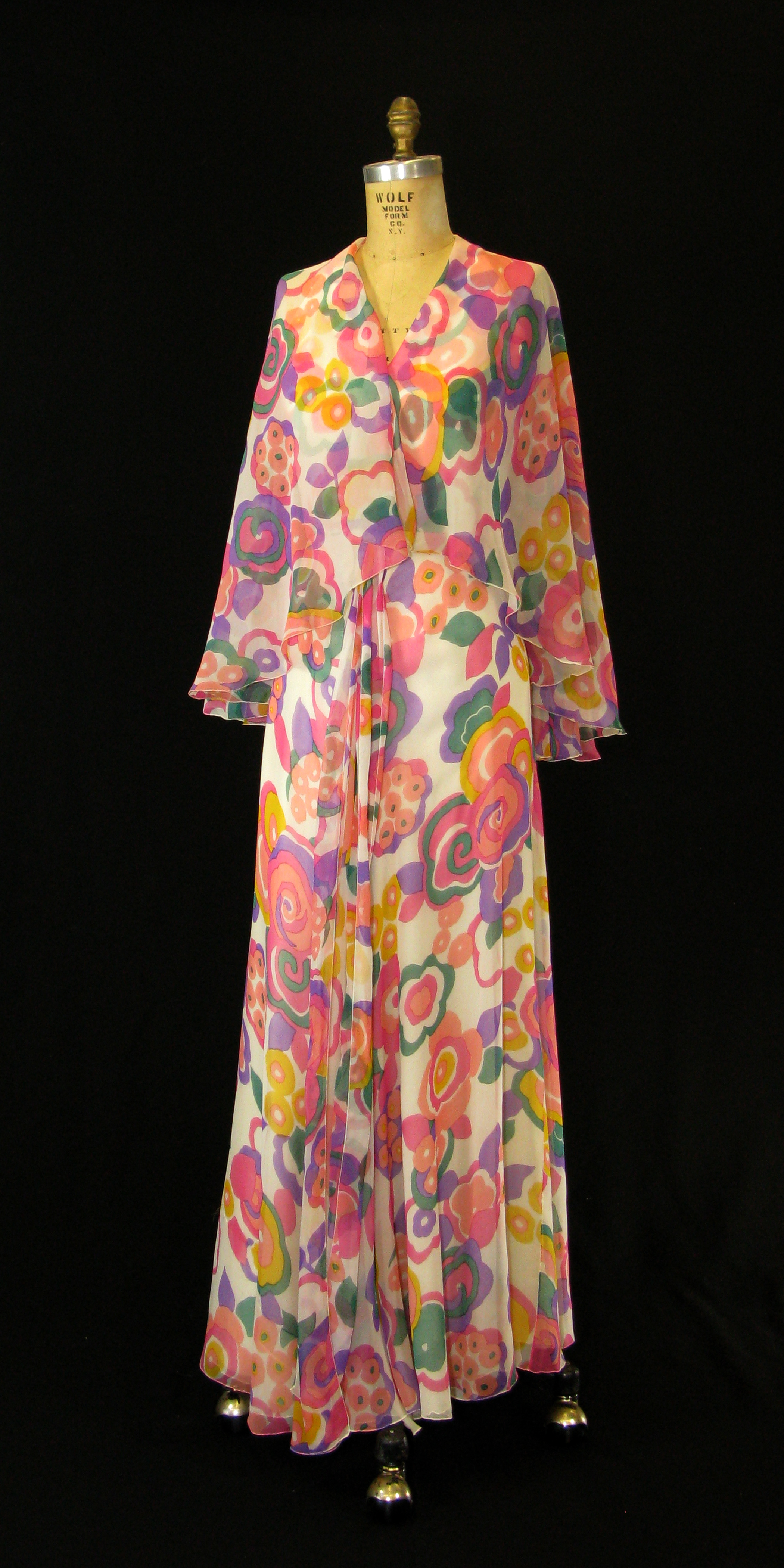
Šifonový župan zvlášť zhotovený pro Betty Fordovou v roce 1975

Šifon (z franc. chiffon = průhledná látka) je jemná, průsvitná tkanina z přírodního hedvábí nebo umělovlákenných filamentů. 

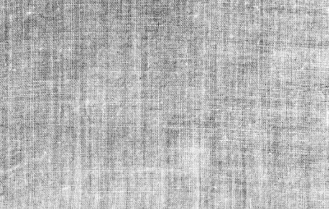
Bavlněný šifon cca z roku 1920 v ecru barvě, mercerovaný. Osnova i útek 2,6 tex, dostava 38/38 nití / cm, 21 g / m²

## Popis
Příze s 1300–3000 zákruty na metr se tká s osnovou z nití se střídavým pravým a levým zákrutem v plátnové vazbě a dostavě 35 × 30 nití /cm. Tkanina váží 18–26 g/m2, má zrnitý povrch podobný stromové kůře, který se často zdůrazňuje gaufrovací apreturou. 
Šifon z tvarovaných filamentů se někdy prodává pod obchodním názvem Chiffonell 
Šifon se používá na halenky, šaty, lehké župany, šátky apod.  
Šifon je známý také jako bavlnářská tkanina s měkkým omakem. Vyrábí se z jemných přízí v plátnové vazbě s použitím na osobní prádlo. 
Poněkud těžší průhledná tkanina je voál, který se s šifonem snadno zaměňuje.